# San Pietro (Nocera Superiore)
San Pietro (Santu Pietro in dialetto locale) è una frazione di Nocera Superiore.

## Geografia
Snodo fondamentale della città di Nocera Superiore, taglia in due gran parte del centro cittadino (da Pucciano alla Starza), comprende la vasta località del Fiuminale. Confina, inoltre, con le frazioni di Portaromana, Grotti e San Clemente. Tagliato in due dalle linee ferroviarie Napoli-Salerno e Monte del Vesuvio, è bagnato dal torrente Cavaiola.

## Storia
Dai documenti del Codex diplomaticus cavensis databili tra X ed XI secolo, il locus è spesso noto come balneum, ciò è dovuto alla presenza di un antico sito termale di epoca romana, ritrovato poi in località Fiuminale durante una ricognizione in epoca borbonica. Si evince dunque che la località, al centro dell'antica Nuceria Alfaterna, presentasse uno degli impianti termali della città (l'altro, forse più antico, probabilmente sorgeva in località Pareti). La località sorgeva quindi esattamente tra il cardo ed il decumano dell'antica città.
In epoca medievale, poco distante sorse presso un altro edificio pubblico di età romana, la chiesa di san Vito, le quali cronache la menzionano fino all'XI secolo. Ciò che restò dell'impianto termale, come si evince poi dai documenti, diverrà linea di confine di un ampio podere. La zona in seguito diverrà anche area cimiteriale. Già nel 966 viene attestata la presenza, a sud delle terme di una chiesa dedicata a San Pietro, successivamente scomparsa. Nel rinascimento, divenuta parte del Corpo di Nocera, fu feudo dei Castaldo, secondo i cronisti locali (come il De' Santi e Gennaro Orlando) sarebbe ivi nato il celeberrimo condottiero Giambattista Castaldo. Nel 1699 un feudatario del luogo, appartenente alla famiglia Atanasio, fece erigere una chiesetta dedicata al culto dell'Immacolata Concezione, edificio che poi sostituirà quello più antico che diede il nome al villaggio venendo co-intitolata proprio a san Pietro. 
Dal 1851 san Pietro sarà parte del comune di Nocera Superiore.

## Cultura
Molto sentita è la festa del santo titolare, che da appunto il nome alla frazione.
Ogni venerdì santo si tiene la Processione dei Misteri per le strade delle località di Pucciano, Pareti e San Clemente.